# Merohister jekeli
Merohister jekeli är en skalbaggsart som först beskrevs av Sylvain Auguste de Marseul 1857.  Merohister jekeli ingår i släktet Merohister och familjen stumpbaggar. Inga underarter finns listade i Catalogue of Life.